# Vista protegida

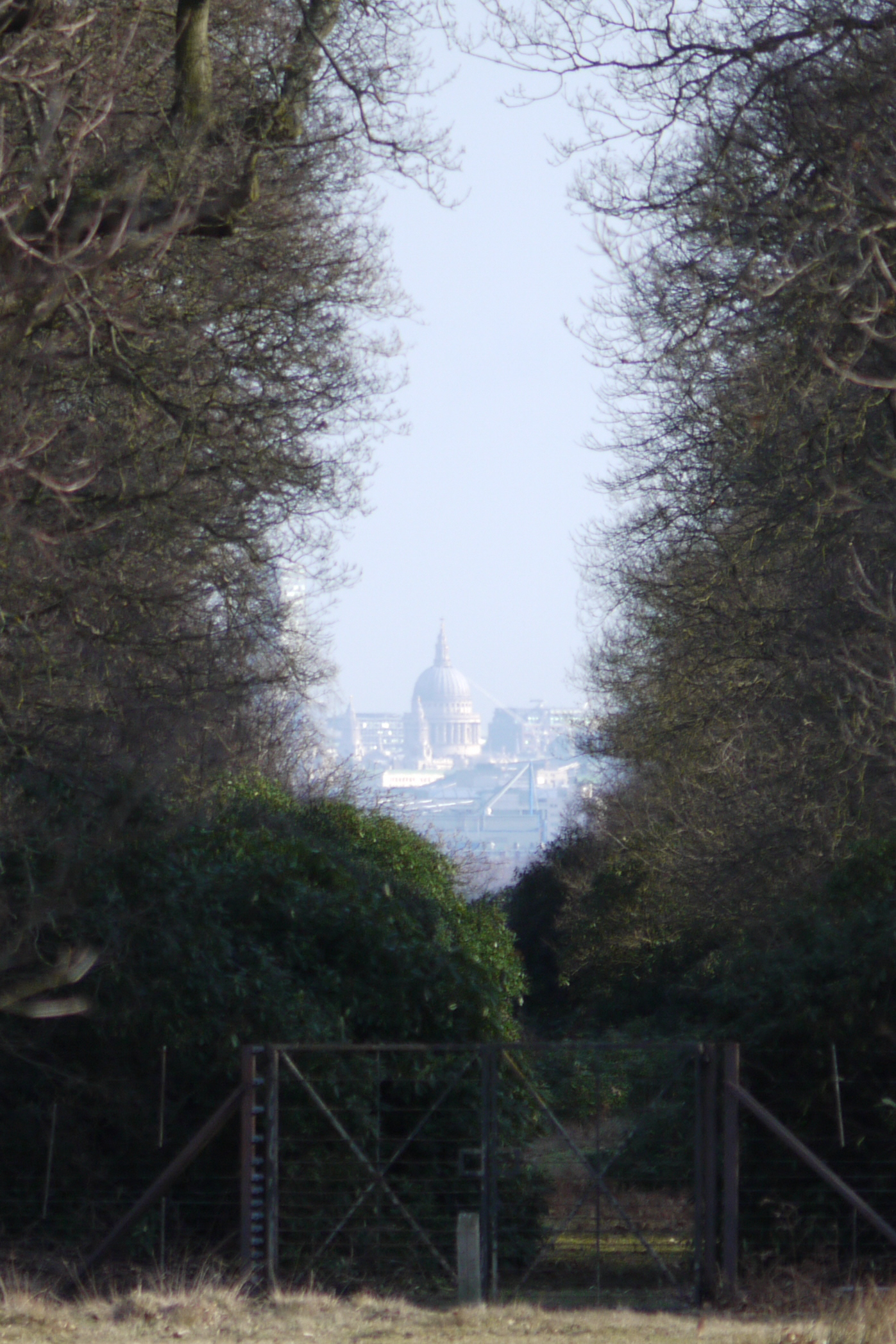
Vista del capitolio de Washington D. C.

Una vista protegida es el requerimiento legal por el sistema de Planeamiento urbanístico de algunos países para preservar la vista de un sitio histórico específico. El efecto de un sitio protegido consiste en limitar la altura de nuevos edificios entre o adyacentes al lugar de la vista para preservar la habilidad de ver el paisaje como foco de la vista. La protección puede también cubrir la zona detrás del edificio o lugar concerniente.
Ejemplos de vistas progegidas: 
- La Catedral de San Pablo en la ciudad de Londres desde el Monte del Rey Enrique VIII de Inglaterra en el Parque Richmond en Inglaterra. Una distancia de unos 16 kilómetros que se creó en 1710, esta vista enmarca la catedral a través de un hueco especial. Cuando se desarrolló la Estación de la Calle Liverpool en el 1990 la altura de los edificios se redujo al decidirse que una estructura alta habría formado un trasfondo inaceptable a la vista de la catedral.
- Desde la colina del parlamento en Hampstead Heath.
- Desde los puentes londinenses centrales de Waterloo y Hungerford.

Las vistas protegidas no son únicas del Reino Unido, también existen en sitios como en la ciudad de San Francisco, en California, la cual tiene algunos de los límites más estrictos del mundo; Portland, Oregón donde el tamaño de los bloques de pisos se mantiene bajo para permitir las vista del Monte Hood desde las colinas del oeste y la ciudad de Vancouver que tiene conos de vista protegidos.